# La retata (film 1928)
La retata (The Dragnet) è un film del 1928 diretto da Josef von Sternberg.
La pellicola è perduta.

## Trama
Appena nominato, il capitano di polizia Timothy Nolan, detto "Due Pistole", ordina una retata nei quartieri della malavita cittadina. Nella rete, resta impigliata anche la bella "Magpie", "La gazza", una ragazza che ama sfoggiare piume sui cappelli dalle fogge stravaganti. Magpie rimane in qualche modo affascinata dal poliziotto, anche se cerca di non darlo a vedere. Il capo della malavita locale, Trent, paga la cauzione per i capobanda che possono uscire di galera. Allora Nolan organizza una trappola per beccare Trent nel suo rifugio segreto, aiutato dall'amico "Shakespeare". Ma al momento dell'irruzione, Trent uccide "Shakespeare", facendo sembrare che a sparargli sia stato il capitano. Costui, distrutto, e credendosi colpevole, si abbrutisce, rifugiandosi nell'alcool dopo essersi dimesso dalla polizia. Diventa un rottame umano. Trent vuole infierire ancora di più: lo invita a una festa, dove Nolan è oggetto di dileggio da parte dei criminali. Magpie, impietosita, gli rivela che il vero assassino è proprio Trent. L'ex poliziotto decide di vendicarsi. In uno scontro finale con il suo avversario, chiuso in una camera blindata, avrà la meglio su di lui, riuscendo a ucciderlo. Anche Magpie resta coinvolta nella sparatoria, ma la ragazza, con il suo comportamento, si è ormai redenta.